# Hôtel Cartier

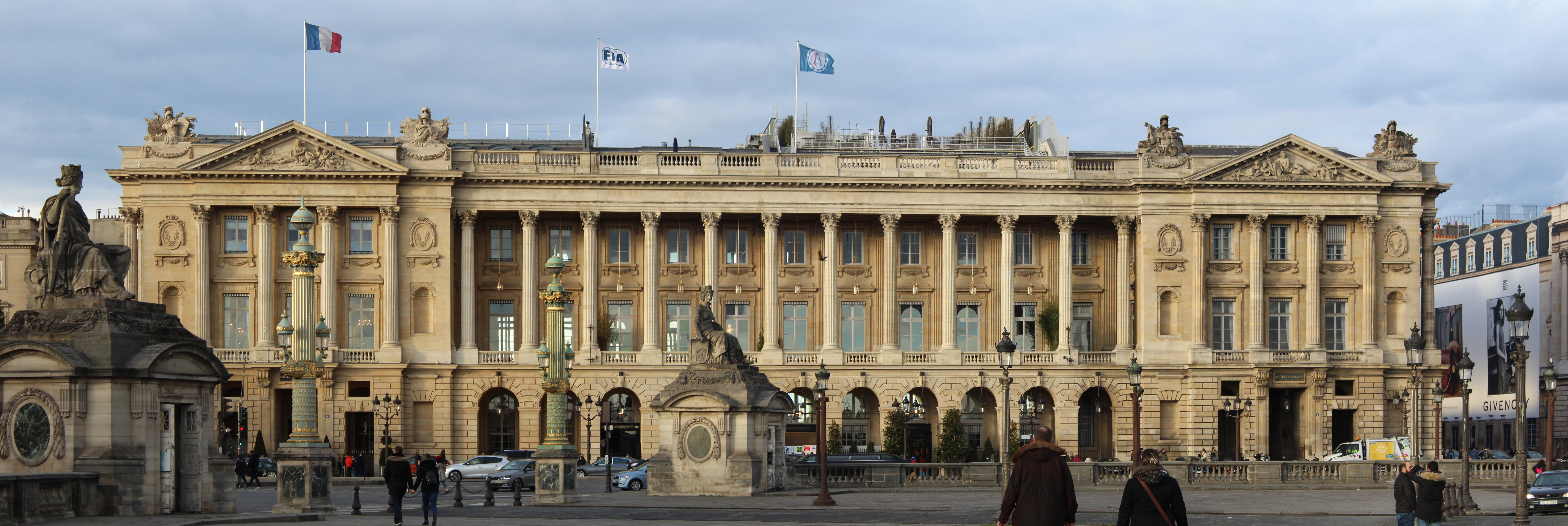
Die Hôtels Crillon, Cartier, Plessis Belliére und Coislin (2018)

Das Hôtel Cartier oder Hôtel Moreau ist ein Hôtel particulier aus dem 18. Jahrhundert im 8. Arrondissement von Paris an der Place de la Concorde Nr. 8. Heute ist es Sitz der Fédération Internationale de l’Automobile (FIA) und – mit dem benachbarten Hôtel du Plessis-Bellière – des Automobile Club de France (ACF).

## Geschichte
Im Jahr 1758 beauftragte der französische König Ludwig XV. seinen Architekten Jacques-Ange Gabriel, an der „Place Louis-XV“ zwei identische Fassaden auf beiden Seiten der Rue Royale zu errichten: Die Ostfassade wurde von Anfang an bis zur Revolution vom Hôtel du Garde-Meuble de la Couronne besetzt, das ab diesem Zeitpunkt für zwei Jahrhunderte zum Hôtel de la Marine wurde, während das erste Hôtel de la Monnaie die Westfassade einnehmen sollte. Dieser Standort wurde jedoch letztendlich als zu weit vom Geschäftsviertel entfernt angesehen, und ein Ratsbeschluss legte fest, dass das neue Gebäude an seinem heutigen Standort am Quai de Conti errichtet werden sollte. Das Gelände hinter der westlichen Kolonnade wurde in vier Parzellen aufgeteilt, die Privatleuten mit der Auflage überlassen wurden, hinter Gabriels Fassade Privathäuser zu errichten:
- das Hôtel de Coislin (Nr. 4),
- das Hôtel du Plessis-Bellière (Nr. 6),
- das Hôtel Cartier (Nr. 8), und
- das Hôtel de Crillon (Nr. 10).

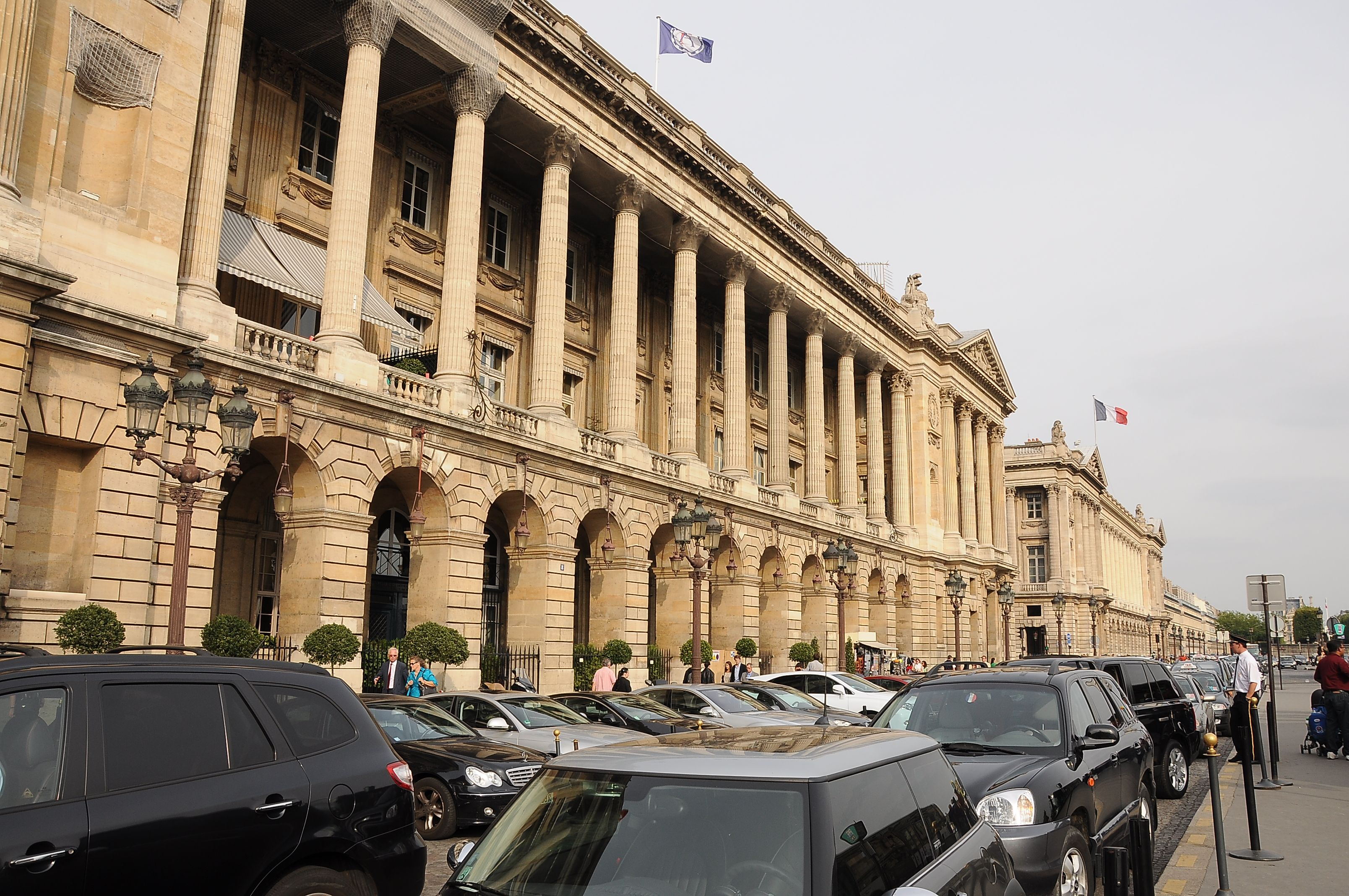
Hôtel Cartier, Place de la Concorde Nr.8, Paris, zwischen dem Hôtel du Plessis-Bellièvre (rechts) und dem Hôtel de Crillon (links)

Die Fassaden der Hotels Cartier und Le Plessis-Bellière stammen vom Architekten Pierre-Louis Moreau-Desproux. Das zweite wurde für David-Étienne Rouillé de l‘Étang, Conseiller-secrétaire des Königs sowie Generalschatzmeister der Polizeifonds, gebaut, während Moreau das erste (das heute Hotel Cartier genannt wird), auf eigene Rechnung bauen ließ.
Seit 1772 Eigentum von Pierre-Louis Moreau, ging das Hôtel, nachdem er 1794 guillotiniert worden war, an seine Töchter Marie Augustine Julie (1774–1857, Ehefrau von René Antoine Arthur Lambot de Fougères (1767–1849), 1824–1826 Secrétaire général de la Préfecture de Police de Paris) und Marie Sophie (Ehefrau von Jean-Baptiste Pierre Alexandre Le Sellier, Vicomte de Chézelles (1748–1826), Conseiller du Roi au Parlement de Metz) und 1830 an die Pariser Notarsfamilie Péan de Saint-Gilles über.
Die Fassade steht seit 1900 unter Denkmalschutz. Seit 1901 sind das Hôtel Cartier und das benachbarte du Plessis-Bellière Sitz des Automobile Club de France.